# Ernst Büchner (Chemiker)

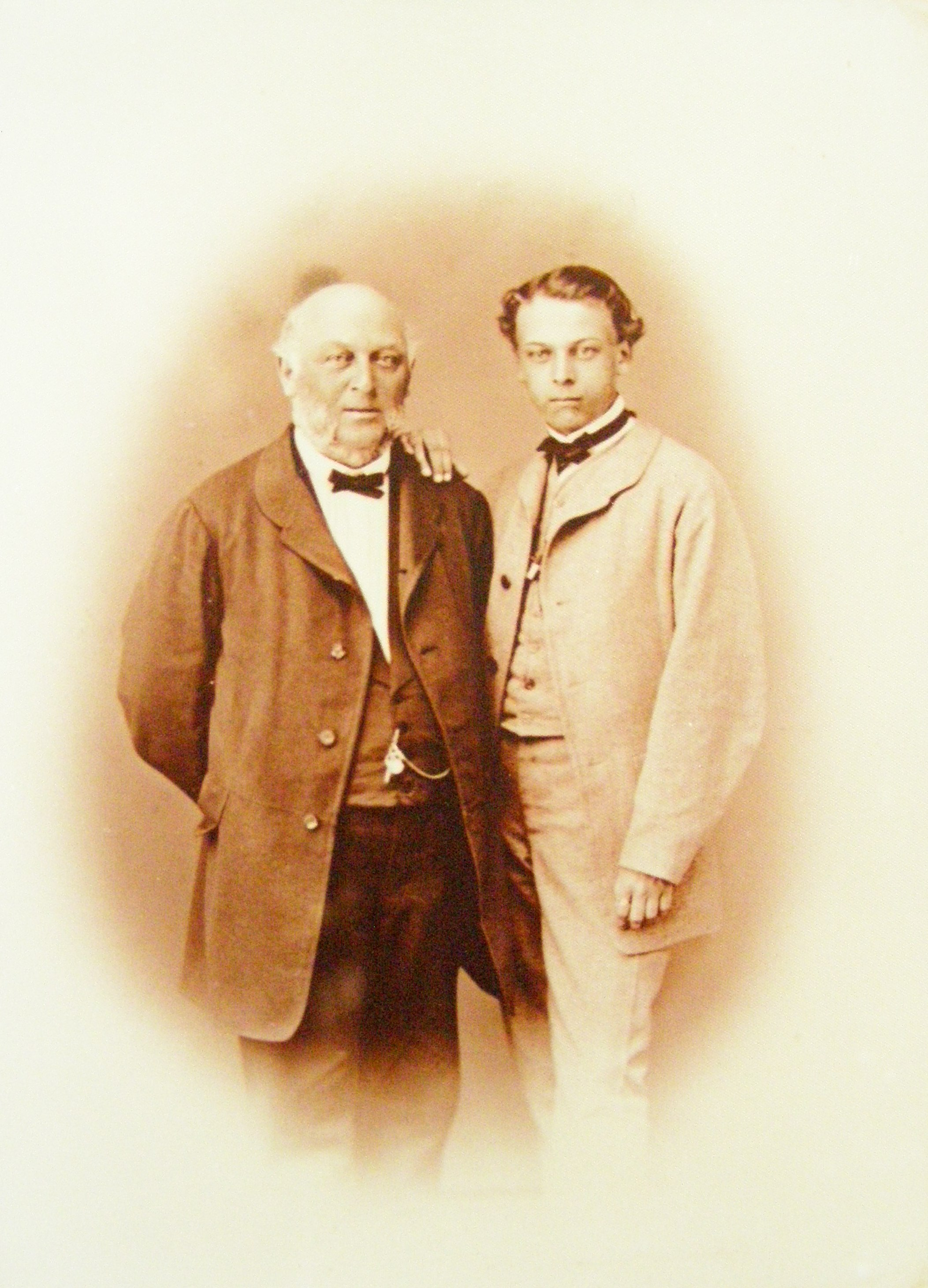
Wilhelm und Ernst Büchner, Pfungstadt, ca. 1865

Ernst Wilhelm Büchner (* 18. März 1850 in Pfungstadt; †  25. April 1925 in Darmstadt) war ein deutscher Chemiker.

## Leben
Sein Vater war der Apotheker und Politiker Wilhelm Büchner, sein Onkel der Schriftsteller Georg Büchner.
Büchner studierte Chemie in Tübingen. In seiner Dissertation behandelte er das Thema der Zerlegung des Chlorbromanilins. 1882 übernahm Ernst Büchner die Leitung des Familienunternehmens. 1890 gliederte er den Pfungstädter Betrieb in die „Vereinigten Ultramarinfabriken“ ein. Die Gründung dieses Kartells war die Reaktion auf die aufkommende „Teerfarbenchemie“, deren weiterer Aufschwung schließlich 1893 das Erlöschen der Firma zur Folge hatte.
Büchner war in erster Ehe verheiratet mit seiner Cousine Mathilda Büchner (* 6. Januar 1850; † 1. April 1908) und hatte mit ihr zwei Kinder, den Chemiker Carl Büchner (* 28. Juni 1877; † 9. Juli 1929) und den Maler Friedrich (Fritz) Büchner (* 1. April 1880; † 22. Juni 1965). Nach der Scheidung 1885 heiratete er Marie Ludovike Karoline von Ferber (* 6. August 1850; † 20. April 1925). Aus dieser Ehe stammt Anton Büchner (* 28. Juli 1887; † 27. August 1985), der erste Biograph der Geschwister Büchner.

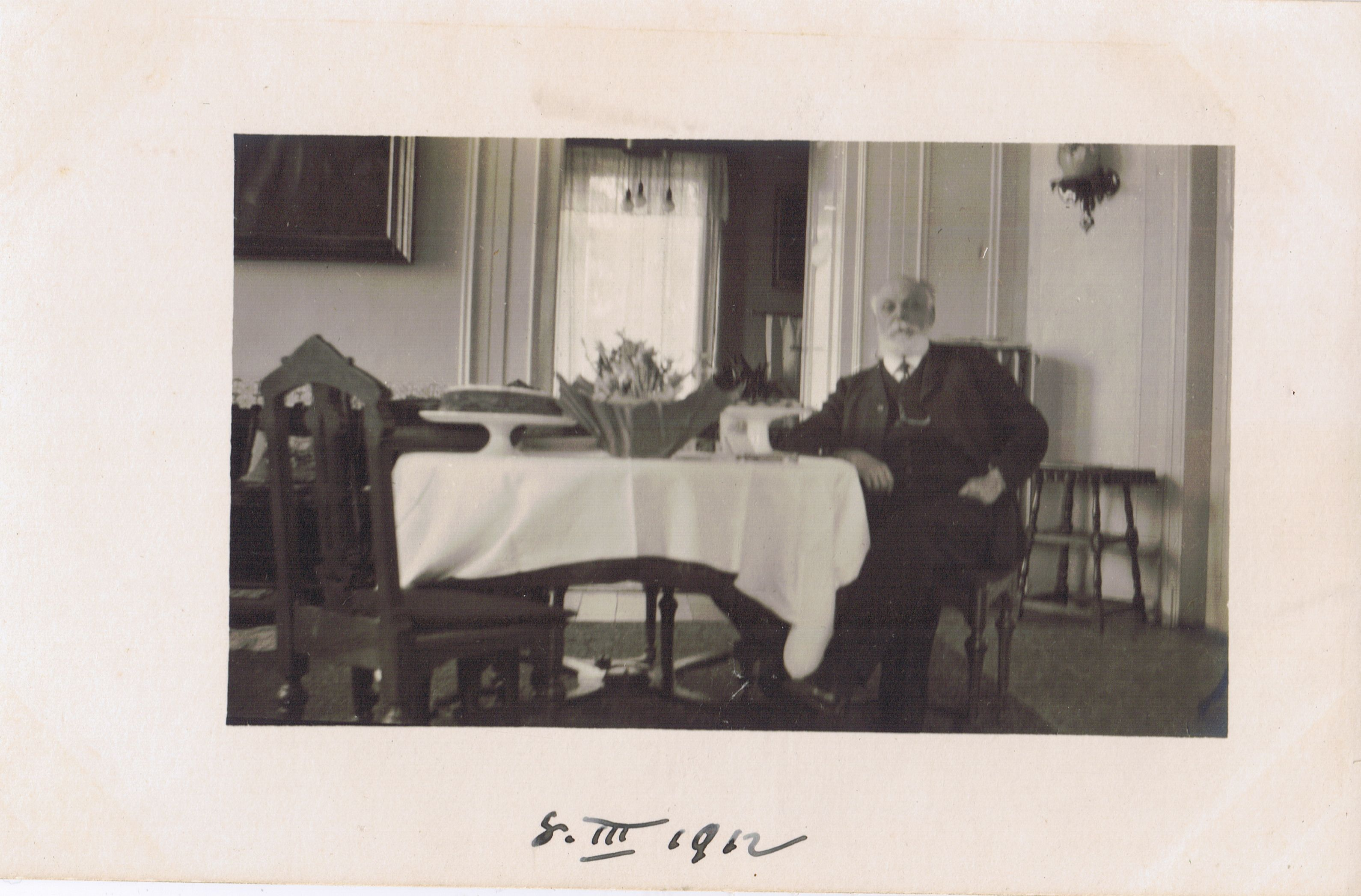
Der Chemiker Ernst Büchner im Foyer der Pfungstädter Villa Büchner, Selbstporträt von 1902

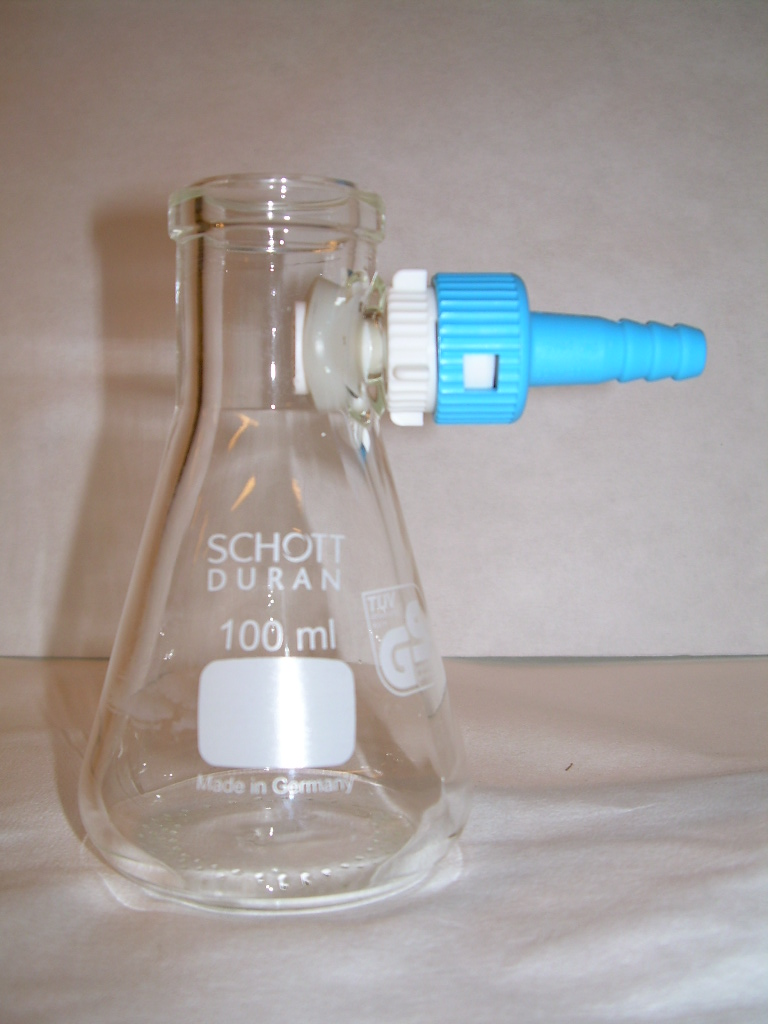
Büchnerflasche

Nach Ernst Büchner sind die im Chemielabor verwendete Büchnerflasche und der Büchnertrichter benannt, die er erfand (Patent 1888).